# Antonio Manicone
Antonio Manicone (* 27. Oktober 1966 in Mailand) ist ein ehemaliger italienischer Fußballspieler und Nationalspieler. Er war 2014–2021 Co-Trainer der Schweizer Fussballnationalmannschaft der Männer.

## Karriere
Seine erfolgreichste Zeit hatte Manicone, der für mehrere italienische Fußballclubs spielte, von 1992 bis 1996 bei Inter Mailand. Mit Inter Mailand gewann er 1994 den UEFA Cup. Am 22. September 1993 bestritt er sein einziges Länderspiel für Italien und zwar gegen Estland in der Qualifikation für die Fußball-Weltmeisterschaft 1994. Unter Nationaltrainer Arrigo Sacchi gewann das italienische Team mit 3:0.
Nach dem Ende seiner aktiven Laufbahn begann er 2004 eine Karriere als Trainer bei der Jugend von Inter Mailand, wo er  bis 2012 tätig war. Von 2012 bis 2013 war er Co-Trainer unter Vladimir Petkovic bei Lazio Rom und wechselte zusammen mit Petkovic 2014 zur Schweizer Fussballnationalmannschaft der Männer, wo Manicone seitdem als Co-Trainer tätig ist.

## Spielstil
Als schneller und taktisch versierter Spieler war Manicone in der Lage, auf mehreren Mittelfeldpositionen zu agieren. Er konnte sowohl als Spielmacher als auch als defensiver Mittelfeldspieler eingesetzt werden.

## Persönliches
Antonio Manicones Sohn Carlo ist ebenfalls Fußballprofi und spielte unter anderem für den FC Lugano in der Schweiz.